# Saeed Al Kass
Saeed Hassan Salem Al Kass (in arabo آل سعيد الكاس‎?; Dibba Al-Hisn, 20 febbraio 1976) è un ex calciatore emiratino, di ruolo attaccante.

## Biografia
Saeed ha un figlio di nome Majed.

## Carriera

### Club

#### L'esordio al Dibba Al-Hisn
Saeed inizia la sua carriera sportiva nel 1994 nel Dibba Al-Hisn, squadra militante nella UAE Second Division, mettendosi in mostra in molte partite importanti.

#### Il passaggio allo Sharjah
Nel 1998 viene acquistato dallo Sharjah e ottiene anche la convocazione nella nazionale maggiore, dove si mette particolarmente in mostra quando durante la Coppa d'Asia svoltasi nel 2007, segna due goal contro il Giappone e con il Qatar.

#### Il trasferimento all'Al Wasl e il ritorno allo Sharjah
Durante la finestra invernale del calciomercato 2008 si trasferisce all'Al-Wasl, e nel 2010 da un grande contributo alla sua squadra nella conquista della Coppa dei Campioni del Golfo. Svincolatosi, ritorna allo Sharjah.

#### Il passaggio all'Ajman
Nel 2012 il giocatore si trasferisce all'Ajman Club dove milita attualmente

### Nazionale
Saeed ha debuttato nella nazionale emiratina nel 1998 e fino ad ora ha collezionato 60 presenze mettendo a segno 15 goal.